# Fischer Orbit
Fischer Orbit war eine im Fischer Taschenbuch Verlag erscheinende Science-Fiction-Buchreihe. Ab 1972 wurden zunächst zwei Bände pro Monat publiziert, später nur noch einer. Wesentlicher Bestandteil der Reihe waren Übersetzungen von Damon Knights Orbit-Anthologien, von denen 10 unter dem Titel Damon Knight’s Collection erschienen.
Hervorzuheben ist die von Hans Joachim Alpers und Ronald M. Hahn herausgegebene Anthologie Science Fiction aus Deutschland (Bd. 43, 1974), die einen der ersten Versuche darstellt, einer eigenständigen, modernen deutschen Science Fiction Plattform und Gesicht zu geben. Ansonsten erschien in der Reihe – abgesehen von einem Roman von Rainer Erler – ausschließlich angelsächsische SF in Übersetzung. Im Unterschied zu anderen Reihen etwa bei Heyne und Goldmann wurden keine Kürzungen der Originaltexte vorgenommen.
Bemerkenswert war außerdem die von dem Anthropologen Leon E. Stover und Harry Harrison herausgegebene Anthologie Anthropofiction (Bd. 21, 1974), in der versucht wurde, SF-Stories mit Bezug zur Anthropologie und wissenschaftliche Artikel über Anthropologie nebeneinanderzustellen.
Verdienstvoll waren auch Neuauflagen der Utopien von Edward Bellamy (Ein Rückblick aus dem Jahr 2000, 1888 erschienen, in der Übersetzung von Clara Zetkin) und von Werner Illing (Utopolis, 1930 erschienen, mit einem Nachwort von Karl Riha).
Gestartet wurde die Reihe zu Zeiten des SF-Booms Anfang der 1970er Jahre, als auch eine Reihe anderer Verlage SF-Reihen startete, der Heftroman langsam vom Taschenbuch verdrängt wurde und der Eindruck entstand, das eine vom Anspruch her gehobene Reihe im deutschsprachigen Raum Erfolg haben könnte. 1974, nach drei Jahren, wurde die Reihe eingestellt. Als Gründe werden verlagsinterne Umstrukturierung, der „ein wenig überforderte Lesergeschmack [und] die etwas zu monotone Covergestaltung des Engländers Eddie Jones“ genannt. Die Nummern 24, 35, 42 und 45 sind nie erschienen.
Geplant waren:
- Walter Zanner: Reiche Ernte.
- Brian W. Aldiss: Kryptozoikum
- Brian W. Aldiss: Report über Probabilität A
- Michael Moorcock (Hrsg.): Die Herren der Zeit (Anthologie)

## Liste der Titel
| Nr. | Autor(en)                                    | Deutscher Titel                              | Jahr               | Originaltitel                  | Jahr               | Übersetzer |
| --- | -------------------------------------------- | -------------------------------------------- | ------------------ | ------------------------------ | ------------------ | --- |
| 01  | Damon Knight (Hrsg.)                         | Damon Knight’s Collection 1 (Anthologie)     | 1972               | Orbit 1                        | 1966               | Katja Behrens |
| 02  | Frederik Pohl                                | Tod den Unsterblichen                        | 1972               | Drunkard’s Walk                | 1960               | Johannes Piron |
| 03  | Damon Knight (Hrsg.)                         | Damon Knight’s Collection 2 (Anthologie)     | 1972               | Orbit 1, 2                     | 1966, 1967         | Katja Behrens, J. Piron |
| 04  | Keith Laumer                                 | Zeitlabyrinth                                | 1972               | Time Trap                      | 1970               | Birgit Reß-Bohusch |
| 05  | Damon Knight (Hrsg.)                         | Damon Knight’s Collection 3 (Anthologie)     | 1972               | Orbit 2                        | 1967               | Johannes Piron |
| 06  | Brian Neville Ball                           | Blockade                                     | 1972               | Sundog                         | 1969               | Edith Kaiser |
| 07  | Damon Knight (Hrsg.)                         | Damon Knight’s Collection 4 (Anthologie)     | 1972               | Orbit 2, 3, 4                  | 1967, 1968, 1969   | Johannes Piron, Gudrun Ecker, M. Peschel, Wolf-Dieter Heller                                                                  |
| 08  | Fritz Leiber                                 | Die programmierten Musen                     | 1972               | The Silver Eggheads            | 1959, 1961         | Thomas Schlück |
| 09  | Damon Knight (Hrsg.)                         | Damon Knight’s Collection 5 (Anthologie)     | 1972               | Orbit 3, 4                     | 1968, 1969         | Gudrun Ecker, Marianne Peschel, Wolf-Dieter Heller                                                                            |
| 10  | Philip K. Dick                               | Joe von der Milchstraße                      | 1974               | Galactic Pot-Healer            | 1969               | Joachim Pente |
| 11  | Michael Moorcock                             | Der schwarze Korridor                        | 1972               | The Black Corridor             | 1969               | Lionel von dem Knesebeck |
| 12  | Damon Knight (Hrsg.)                         | Damon Knight’s Collection 6 (Anthologie)     | 1972               | Orbit 4, 5                     | 1969               | W.-D. Heller, U. Steinbicker                                                                                                  |
| 13  | Frederik Pohl                                | Die Zeit der Katzenpfoten                    | 1972               | The Age of the Pussyfoot       | 1969               | Hans Günter Kreidl |
| 14  | Damon Knight (Hrsg.)                         | Damon Knight’s Collection 7 (Anthologie)     | 1972               | Orbit 6                        | 1970               | Jo Klein |
| 15  | Damon Knight (Hrsg.)                         | Damon Knight’s Collection 8 (Anthologie)     | 1972               | Orbit 4, 5, 6                  | 1969, 1969, 1970   | Marianne Peschel, Ute Steinbicker, Jo Klein                                                                                   |
| 16  | Damon Knight (Hrsg.)                         | Damon Knight’s Collection 9 (Anthologie)     | 1973               | Orbit 5, 6                     | 1969, 1970         | Ute Steinbicker, Jo Klein |
| 17  | Suzette Haden Elgin                          | Der Q-Faktor                                 | 1972               | The Communipaths               | 1970               | Jo Klein |
| 18  | Erich Kosch                                  | Eis                                          | 1973               | Sneg i led                     | 1961               | Johannes Weidenheim |
| 19  | Damon Knight (Hrsg.)                         | Damon Knight’s Collection 10 (Anthologie)    | 1973               | Orbit 7                        | 1970               | Birgit Reß-Bohusch |
| 20  | Damon Knight                                 | Zweibeiner sehen dich an                     | 1973               | Mind Switch                    | 1965               | Ronald M. Hahn, Werner Fuchs                                                                                                  |
| 21  | Leon E. Stover, Harry Harrison (Hrsg.)       | Anthropofiction (Anthologie)                 | 1974               | Apeman, Spaceman               | 1968               | Hannelore Buschmann, Werner Fuchs, Horst Adam, Ronald M. Hahn, Angelika Kiesow, Ulrich Kiesow, Horst Pukallus, Rainer Schmidt |
| 22  | Thomas Landfinder (Hrsg.)                    | Liebe 2002 (Anthologie)                      | 1973               |                                |                    | Gisela Stege, Dagmar TürckWagner, Elke Kamper, Dr. Robert Bergmann                                                            |
| 23  | Robert E. Magroff, Piers Anthony             | Der Ring                                     | 1973               | The Ring                       | 1968               | Fritz Steinberg |
| 24  | (nicht erschienen)                           | (nicht erschienen)                           | (nicht erschienen) | (nicht erschienen)             | (nicht erschienen) | (nicht erschienen) |
| 25  | Robin Sanborn                                | Der große Stier                              | 1973               | The Book of Stier              | 1971               | Regine König |
| 26  | Frederik Pohl                                | Signale (Erzählungen)                        | 1975               | Digits & Dastards              | 1966               | Horst Pukallus |
| 27  | Curt Siodmak                                 | Das dritte Ohr                               | 1973               | The Third Ear                  | 1971               | Johannes Piron |
| 28  | Richard Wilson                               | Die Damen vom Planeten 5                     | 1973               | The Girls from Planet 5        | 1955               | Lionel von dem Knesebeck |
| 29  | Damon Knight (Hrsg.)                         | Damon Knight’s Collection 11 (Anthologie)    | 1973               | Orbit 5, 7                     | 1969, 1970         | Ute Steinbicker, Birgit Reß-Bohusch                                                                                           |
| 30  | Edward Bellamy                               | Ein Rückblick aus dem Jahr 2000              | 1973               | Looking Backward 2000-1887     | 1888               | Clara Zetkin |
| 31  | Langdon Jones (Hrsg.)                        | Neue SF, Band 1 (Anthologie)                 | 1973               | The New SF (I)                 | 1969               | Thomas Schlück |
| 32  | Langdon Jones (Hrsg.)                        | Neue SF, Band 2 (Anthologie)                 | 1973               | The New SF (II)                | 1969               | Thomas Schlück |
| 33  | Peter Tate                                   | Das verplante Paradies                       | 1973               | The Thinking Seat              | 1969               | Lutz Wolff |
| 34  | James Sallis (Hrsg.)                         | Das Kriegsbuch (Anthologie)                  | 1974               | The War Book                   | 1969               | Thomas Schlück |
| 35  | (nicht erschienen)                           | (nicht erschienen)                           | (nicht erschienen) | (nicht erschienen)             | (nicht erschienen) | (nicht erschienen) |
| 36  | K. M. O’Donnell                              | Jagd in die Leere                            | 1974               | The Empty People               | 1969               | Werner Fuchs, Ronald M. Hahn                                                                                                  |
| 37  | Werner Illing                                | Utopolis                                     | 1974               |                                |                    | |
| 38  | R. A. Lafferty                               | 900 Großmütter Band 1 (Erzählungen)          | 1974               | Nine Hundred Grandmothers (I)  | 1970               | Karl H. Kosmehl |
| 39  | R. A. Lafferty                               | 900 Großmütter Band 2 (Erzählungen)          | 1974               | Nine Hundred Grandmothers (II) | 1970               | Karl H. Kosmehl |
| 40  | David R. Bunch                               | Festung 10 (Erzählungen)                     | 1974               | Moderan                        | 1971               | Gerd Hallenberger |
| 41  | Fritz Leiber                                 | Eine tolle Zeit                              | 1974               | The Big Time                   | 1958, 1961         | Thomas Schlück |
| 42  | (nicht erschienen)                           | (nicht erschienen)                           | (nicht erschienen) | (nicht erschienen)             | (nicht erschienen) | (nicht erschienen) |
| 43  | Hans Joachim Alpers & Ronald M. Hahn (Hrsg.) | Science Fiction aus Deutschland (Anthologie) | 1974               |                                |                    | |
| 44  | Rainer Erler                                 | Die Delegation                               | 1974               |                                |                    | |
| 45  | (nicht erschienen)                           | (nicht erschienen)                           | (nicht erschienen) | (nicht erschienen)             | (nicht erschienen) | (nicht erschienen) |